# Артемьев, Виталий Сергеевич
Вита́лий Серге́евич Арте́мьев (9 ноября 1931, Москва, СССР — 5 мая 2013, Москва, Россия) — советский футболист, полузащитник, хоккеист, тренер, функционер. Мастер спорта СССР по хоккею с шайбой (1955). Заслуженный тренер РСФСР (1989).
Сын футболиста Сергея Артемьева.

## Биография
Воспитанник юношеской команды СЮПа.
Начинал карьеру в московском «Спартаке», но выступал только за дублирующий состав.
В 1952 году перешёл в ВВС. Играл в хоккей в московском Спартаке, в составе хоккейной команды ВВС стал чемпионом СССР в 1953 году.
После расформирования команды был распределён министром путей сообщения Борисом Бещевым в «Локомотив», за который выступал до 1962 года, в 1956 и 1960—1962 был капитаном команды. Последний клуб — ярославский «Шинник» (1963—1965).
После завершения карьеры игрока окончил ВШТ, был тренером «Текмаша» Кострома (1966), экспериментальной юношеской сборной СССР — «Буревестник», с 1969 два года тренировал молодёжную сборную Ирака. Затем работал директором школы «Локомотива» (1976—1981), председателем МГС «Локомотив» (1982—1983), председателем Федерации футбола Москвы (1988—1990), 1-м заместителем председателя Федерации футбола РСФСР (1990—1991).
Умер в 2013 году. Похоронен на Ваганьковском кладбище.

## Достижения
Командные
Обладатель Кубка СССР: 1957
Серебряный призёр чемпионата СССР: 1959
Личные
- В списках 33 лучших футболистов сезона в чемпионате СССР (3): № 3 — 1955, 1956, 1958, 1959

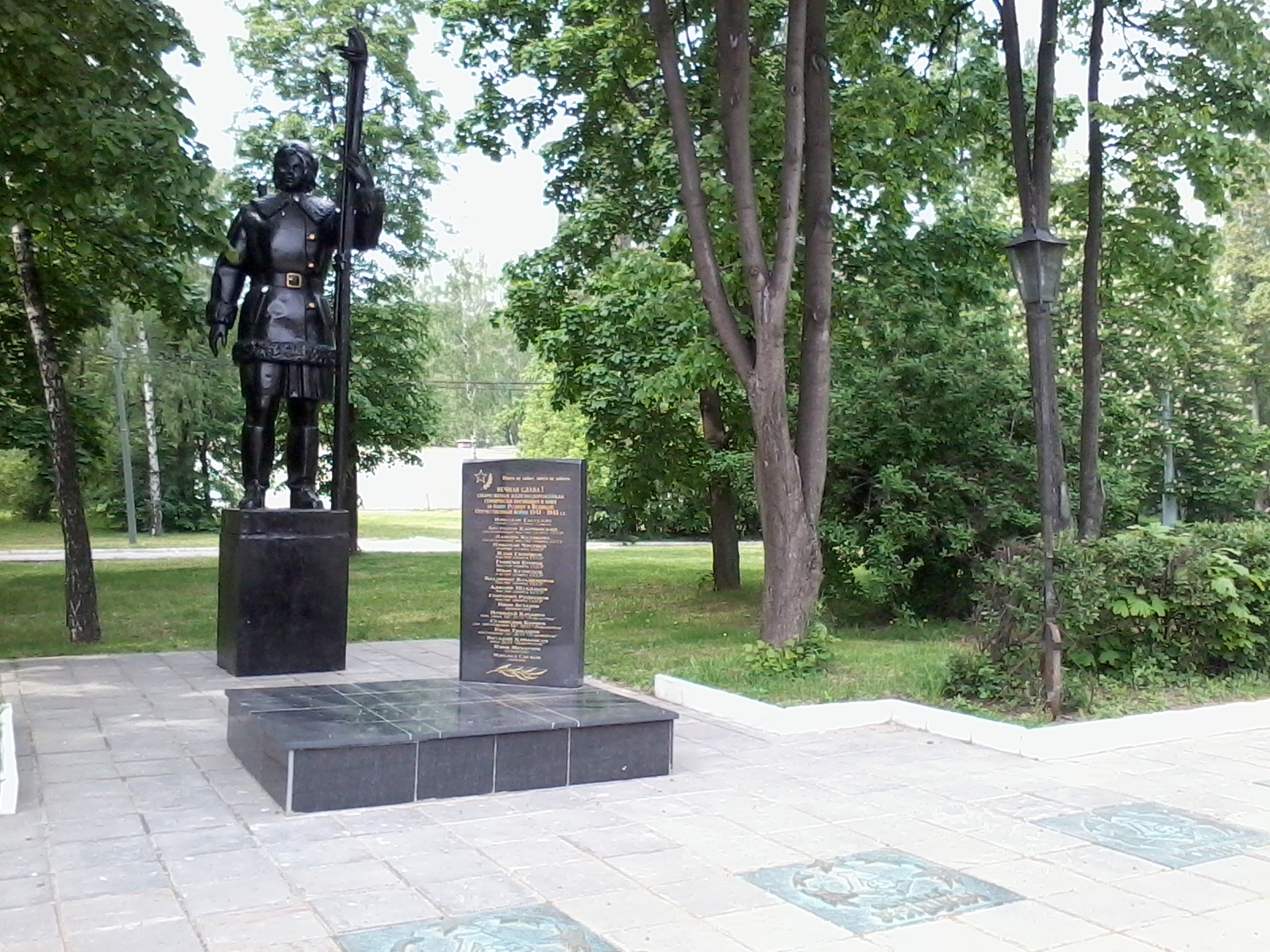
Аллея Славы

## Память
- Его имя увековечено на Аллее славы стадиона «РЖД Арена».